# Deceiver (álbum de The Word Alive)
| Críticas profissionais                                                      | Críticas profissionais |
| Avaliações da crítica                                                       | Avaliações da crítica  |
| Fonte                                                                       | Avaliação              |
| --------------------------------------------------------------------------- | ---------------------- |
| Absolute Punk                                                               | 69%                    |
| AllMusic                                                                    | [ 2 ]                  |
| Alternative Press                                                           | [ 3 ]                  |
| SMN News                                                                    | [ 4 ]                  |
| Esta tabela precisa de ser acompanhada por texto em prosa. Consulte o guia. |                        |

Deceiver é o álbum de estreia da banda de metalcore americana The Word Alive. Foi lançado em 31 de Agosto de 2010 pela Fearless Records. O título deriva de uma passagem da letra dentro do refrão da música "The Wretched".
A banda promoveu o álbum por vários meses até que conduziu à sua liberação. Foi produzido por Andrew Wade e é o primeiro e único lançamento da banda com o baterista Justin Salinas, e ainda definitivo com o baixista e o tecladista Nick Urlacher, e Dusty Riach. A edição de luxo do álbum foi lançado em 7 de Junho de 2011 e apresenta conteúdos de bónus que consiste em quatro faixas remixadas, juntamente com duas músicas inéditas e os vídeos das música "2012" e "The Wretched".

## Gravação
Com a antecipação de seu álbum de estreia depois de lançar o EP Empire, durante o ano anterior, The Word Alive começou a trabalhar em Deceiver após várias turnês norte-americanas. Foi gravado em Abril de 2010, em Ocala, Flórida com o produtor Andrew Wade. O guitarrista, Zack Hansen explicou que "A lista de faixas foi muito divertido e todos tiveram um bom tempo". Tyler "Telle" Smith observou que "Queríamos intensificar-se em cada aspecto de nossas músicas em relação ao Empire. Quando está pesado, é mais pesado. Quando fazemos as coisas grandes, eles são enormes! Quando ficar feio, é algo bonito".
"Epiphany" foi lançada como primeiro single do álbum online. O segundo single, "The Hounds of Anubis" estreou no site da Revolver. O álbum traz uma regravação da música "Battle Royale", originalmente apresentado como a faixa de abertura do EP Empire. A faixa final do Empire ("How to Build an Empire") é referenciado em uma linha de letras encontradas na música "Consider It Mutual". Cópias iniciais do Deceiver tem um erro de digitação na parte de trás do folheto incluído o que lê "Produzido, projetado e por Andrew Wade".
A edição de luxo de Deceiver foi lançado em 7 de Junho de 2011 e contém duas faixas inéditas: "Apologician" e "Lights and Stones", juntamente com dois covers, "Heartless" e "Over the Mountain". Ele também possui remixes das músicas "The Hound Of Anubis", "The Wretched", e "2012", com "The Hound Of Anubis" sendo exclusivamente remixadas por Limp Bizkit guitarrista da banda Wes Borland, juntamente com um vídeo da músicas inéditas de "The Wretched ", e "2012".

## Recepção
Deceiver alcançou a posição #97 na Billboard 200, número #37 no Rock Albums, número #15 no Top Independent Albums, e o número #14 no Hard Rock Albums.

## Faixas
Todas as letras escritas por Tyler Smith, todas a músicas compostas por The Word Alive, exceto os indicadas.
| N.º            | Título                                                   | Compositor(es)                | Duração |  |
| 1.             | "The Hounds of Anubis"                                   | The Word Alive                | 4:13    |  |
| 2.             | "Epiphany"                                               |                               | 4:03    |  |
| 3.             | "The Wretched" (Com David Shephens do We Came as Romans) | The Word Alive                | 4:06    |  |
| 4.             | "Consider It Mutual"                                     |                               | 5:02    |  |
| 5.             | "2012" (Com Levi Benton do Miss May I)                   | The Word Alive, Tom Denney    | 3:02    |  |
| 6.             | "Dream Catcher"                                          |                               | 3:25    |  |
| 7.             | "Like Father Like Son"                                   |                               | 4:44    |  |
| 8.             | "Battle Royale"                                          | The Word Alive, Tony Aguilera | 3:58    |  |
| 9.             | "You're All I See"                                       |                               | 3:51    |  |
| 10.            | "We Know Who You Are"                                    |                               | 5:36    |  |
| Duração total: | Duração total:                                           | Duração total:                | 41:48   |  |

| Faixas da Edição de Luxo |                                            |                                                        |         |  |
| N.º                      | Título                                     | Compositor(es)                                         | Duração |  |
| 11.                      | "Lights and Stones"                        | The Word Alive                                         | 4:04    |  |
| 12.                      | "Apologician"                              | The Word Alive                                         | 3:50    |  |
| 13.                      | "The Wretched KC Blitz Remix)"             | The Word Alive, Jon Courtney                           | 4:35    |  |
| 14.                      | "2012 (KC Blitz Remix)"                    | The Word Alive, Tom Denney, Jon Courtney               | 5:39    |  |
| 15.                      | "The Hounds of Anubis (Wes Borland Remix)" | The Word Alive, Wes Borland                            | 4:03    |  |
| 16.                      | "Heartless" (Kanye West cover)             | Kanye West, No I.D.                                    | 4:01    |  |
| 17.                      | "Over the Mountain" (Ozzy Osbourne cover)  | Ozzy Osbourne, Randy Rhoads, Bob Daisley, Lee Kerslake | 4:20    |  |

## Produção
| The Word Alive - Tony Pizzuti - guitarra base, vocal de apoio - Justin Salinas - bateria - Zack Hansen - guitarra principal, vocal de apoio - Tyler Telle Smith - vocal - Nick Urlacher - baixo - Dusty Riach - teclado, sintetizador | Músicos adicionais - David Stephens - vocal na faixa 3 - Levi Benton - vocal na faixa 5 - Tom Denney - compositor, escritor - Joshua Moore - letra e escrita adicional na faixa "The Wretched" |

Produção
| Produção de áudio - Andrew Wade - produção, engenharia - Matt Martone - engenharia - Alan Douches - masterização | Produção de imagem - Kyle Crawford - logo, design do titulo - Keith Koenig - direção de arte, layout - Tim Harmon - fotografia - Nate Matzelle - A&R |